# Mutnovskit
Mutnovskit ist ein sehr selten vorkommendes Mineral aus der Mineralklasse der „Sulfide und Sulfosalze“ mit der chemischen Zusammensetzung Pb2AsS3(I,Cl,Br). Mutnovskit besteht damit aus Blei, Arsen und Schwefel im Stoffmengenverhältnis 2 : 1 : 3 und enthält zusätzlich Iod, Chlor und Brom in variablen Anteilen, die sich in der Formel jeweils gegenseitig vertreten können, jedoch immer im selben Mengenverhältnis zu den anderen Bestandteilen des Minerals stehen. Strukturell gehört Mutnovskit zu den Sulfosalzen.
Mutnovskit kristallisiert im orthorhombischen Kristallsystem und fand sich bisher nur in Form mikroskopisch kleiner, kurzprismatischer Kristalle von bis zu 100 μm von rubinroter bis dunkelroter oder blauer Farbe. Im Auflicht zeigt Mutnovskit dagegen eine silbrig-bleigraue Farbe mit irisierendem Überzug.
Mutnovskit ist das erste natürlich vorkommende, iodhaltige Sulfosalz. Sowohl die chemische Zusammensetzung als auch die Röntgenpulverdaten zeigen, dass das Mineral keine Analoga unter Mineralien oder synthetischen Verbindungen aufweist.

## Etymologie und Geschichte
Erstmals entdeckt wurde Mutnovskit 2004 an einer Hochtemperatur-Fumarole am Vulkan Mutnowski (englisch: Mutnovsky) im südlichen Teil der russischen Halbinsel Kamtschatka im Föderationskreis Ferner Osten. Wissenschaftlich beschrieben wurde das Mineral von Michael Zelenski, Tonči Balić-Žunić, Luca Bindi, Anna Garavelli, Emil Makovicky, Daniela Pinto und Filippo Vurro, die es nach seiner Typlokalität benannten. Die vollständige Mineralbeschreibung und der gewählte Name wurde bei der International Mineralogical Association (IMA) zur Prüfung eingereicht (Eingangs-Nr. der IMA: 2004-032) und im selben Jahr anerkannt. Die Publikation der Neuentdeckung folgte 2006 im Wissenschaftsmagazin American Mineralogist.
Das Typmaterial des Minerals wird in der mineralogischen Sammlung des Museums C.L. Garavelli der Universität Bari unter der Katalognummer 7/nm (V28) aufbewahrt.

## Klassifikation
Da Mutnovskit erst 2004 von der International Mineralogical Association (IMA) als eigenständiges Mineral anerkannt wurde, ist er in der 1982 erschienenen, 8. Auflage der Mineralsystematik nach Strunz nicht aufgeführt. Einzig im „Lapis-Mineralienverzeichnis“, das sich aus Rücksicht auf private Sammler und institutionelle Sammlungen noch nach der klassischen Systematik von Karl Hugo Strunz richtet, erhielt das Mineral die System-Nr. II/E.27-30.
Die seit 2001 gültige und von der IMA verwendete 9. Auflage der Strunz’schen Mineralsystematik ordnet den Mutnovskit in die Klasse der „Sulfide und Sulfosalze“ und dort in die Abteilung der „Sulfoarsenide, Sulfoantimonide, Sulfobismutide“ ein. Diese ist weiter unterteilt nach der Struktur der Sulfarsenide, -antimonide und -bismutide, so dass das Mineral entsprechend seiner Zusammensetzung in der Unterabteilung „Poly-Sulfarsenide“ zu finden ist, wo es als einziges Mitglied die unbenannte Gruppe 2.GC.50 bildet.
Auch die vorwiegend im englischen Sprachraum gebräuchliche Systematik der Minerale nach Dana ordnet den Mutnovskit in die Klasse der „Sulide und Sulfosalze“, dort allerdings in die Abteilung der „Sulfidminerale“ ein. Hier ist er als einziges Mitglied in der unbenannten Gruppe 02.15.07 innerhalb der Unterabteilung „Sulfide – einschließlich Seleniden und Telluriden – Chloride“ zu finden.

## Kristallstruktur
Mutnovskit kristallisiert orthorhombisch in der Raumgruppe Pnma (Raumgruppen-Nr. 62) mit den Gitterparametern a = 11,543(1) Å; b = 6,6764(7) Å und c = 9,359(1) Å sowie 4 Formeleinheiten pro Elementarzelle.
Bei einer Temperatur von 110K wandelt sich Mutnovskit reversibel in einen nichtzentrosymmetrischen orthorhombischen Strukturtyp mit der Raumgruppe Pnm21 (Nr. 31, Stellung 2) und den Gitterparametern a = 11,5394(9) Å, b = 6,6732(5) Å und c = 9,3454(7) Å sowie 2 Formeleinheiten pro Elementarzelle um.

## Bildung und Fundorte
Mutnovskit bildet sich als Resublimationsprodukt an vulkanischen Fumarolen bei einer Temperatur von etwa 250 °C. Als Begleitminerale traten unter anderem Kudriavit, cadmiumhaltiger Cannizzarit und andere Pb-Bi-As-Sulfosalze sowie Anhydrit, Cristobalit und Pyrit auf.
Außer seiner Typlokalität, der etwa 13 km südöstlich vom Krater des Mutnowski liegenden Fumarole (52° 21′ 0″ N, 158° 16′ 12″ O), sind bisher (Stand 2017) keine weiteren Fundorte für Mutnovskit bekannt.